# Tiqqun Olam
Tiqqun olam (en hebreu: תיקון עולם) és una frase en hebreu que significa "reparar el món". És important en el judaisme i sovint es fa servir per explicar el concepte jueu de justícia social. En termes generals i més enllà de les religions, el concepte de Tiqqun Olam pot ser entès com una filosofia de vida d'aquells éssers humans que desitgen fer una petita contribució al Món; fent servei social, mostrant interès per la humanitat i comportant-se amb bondat, empatia i solidaritat. Esdevenint així, en un exemple a seguir per a molts, i aconseguir canviar la mentalitat de crueltat, egoisme, i indiferència que mostren les societats.

## Tiqqun Olam

### Talmud de Babilònia
L'expressió Tiqqun olam es fa servir en el Talmud de Babilònia, concretament en la Mixnà en la frase: mipnei Tiqqun olam ("pel propòsit del Tiqqun olam") per indicar que la pràctica ha de ser seguida, no perquè la Llei rabínica ho indica, sinó perquè ajuda a evitar les conseqüències socials negatives.

### Pregària jueva
Les paraules Tiqqun olam estan incloses en la pregària Alenu, l'oració jueva amb la que es conclouen els tres serveis religiosos diaris. L'Alenu indica que al poble jueu li correspon lloar a Déu i expressa l'esperança de que el món sencer reconegui algun dia al Senyor i abandoni la idolatria. La frase Tiqqun olam es fa servir en l'expressió Letakén olam bemaljut shadai, "perfeccionar el món sota la sobirania de Déu". En altres paraules, quan tots els éssers humans abandonin els falsos déus i reconeguin al Senyor, el Déu d'Abraham, Isaac i Jacob, el Déu de Moisès, com a únic Déu, el món estarà perfeccionat.

### Càbala jueva
D'acord amb la Càbala i el misticisme jueu, la Creació de l'Univers està representada de manera figurada com un recipient que no va poder contenir la llum sagrada i es va trencar en trossos (anomenats Shevirat Hakelim). Per això, d'acord amb els cabalistes, l'Univers que coneixem ha literalment fet fallida i necessita reparació. En conseqüència, seguint la Halacà (la llei religiosa jueva) i complint amb les mitsvot (els preceptes), la gent ajuda a reparar el recipient de l'Univers. Així, els cabalistes ensenyen que mitjançant les seves accions, que cada persona pot participar en el Tiqqun olam, literalment reparar l'Univers i la Humanitat com a part de la creació divina.

### Judaisme reformista
El Judaisme reformista procura l'activisme que inclou la justícia social i el compliment dels preceptes (mitsvot) ètics de la Torà, a través del "Tiqqun olam" (reparació del món), per a l'assoliment de l'Era Messiànica en la que es compleixen els principis de pau i fraternitat. Sovint el reformisme cita el llibre de Pirqé Avot 2.21 (en hebreu: פרקי אבות) per encoratjar-ne i fomentar la pràctica.